# Mistrovství České republiky v orientačním běhu 2010
18. ročník Mistrovství České republiky v orientačním běhu proběhl v roce 2010 v pěti individuálních a dvou týmových disciplínách. Závod na dlouhé trati se v roce 2010 konal naposled.

## Nejúspěšnější závodníci
Pořadí závodníků podle získaných medailí (tzv. olympijského hodnocení) všech mistrovských kategorií (D16 – mladší dorostenky, D18 – starší dorostenky, D20 – juniorky, D21 – ženy, H16 – mladší dorostenci, H18 – starší dorostenci, H20 – junioři, H21 – muži) v individuálních disciplínách v roce 2010. Uvedeni jsou závodníci, kteří získali alespoň dvě medaile a zároveň alespoň jednu zlatou medaili.
| Medailové pořadí závodníků na MČR v hlavních kategoriích | Medailové pořadí závodníků na MČR v hlavních kategoriích | Medailové pořadí závodníků na MČR v hlavních kategoriích | Medailové pořadí závodníků na MČR v hlavních kategoriích | Medailové pořadí závodníků na MČR v hlavních kategoriích |
| Jméno                                                    | 1. místo                                                 | 2. místo                                                 | 3. místo                                                 | Celkem                                                   |
| -------------------------------------------------------- | -------------------------------------------------------- | -------------------------------------------------------- | -------------------------------------------------------- | -------------------------------------------------------- |
| Jan Petržela                                             | 5                                                        |                                                          |                                                          | 5                                                        |
| Miloš Nykodým                                            | 3                                                        | 2                                                        |                                                          | 5                                                        |
| Denisa Kosová                                            | 3                                                        | 1                                                        |                                                          | 4                                                        |
| Markéta Poloprutská                                      | 2                                                        | 2                                                        |                                                          | 4                                                        |
| Pavel Kubát                                              | 2                                                        | 1                                                        |                                                          | 3                                                        |
| Jan Grundmann                                            | 2                                                        |                                                          | 1                                                        | 3                                                        |
| Martina Dočkalová                                        | 2                                                        |                                                          | 1                                                        | 3                                                        |
| Kateřina Chromá                                          | 1                                                        | 3                                                        |                                                          | 4                                                        |
| Jana Knapová                                             | 1                                                        | 2                                                        |                                                          | 3                                                        |
| Osvald Kozák                                             | 1                                                        | 1                                                        | 1                                                        | 3                                                        |
| Marek Minář                                              | 1                                                        | 1                                                        |                                                          | 2                                                        |
| Lenka Svobodová                                          | 1                                                        | 1                                                        |                                                          | 2                                                        |
| Tereza Novotná                                           | 1                                                        |                                                          | 2                                                        | 3                                                        |
| Adéla Indráková                                          | 1                                                        |                                                          | 2                                                        | 3                                                        |
| Adam Chromý                                              | 1                                                        |                                                          | 1                                                        | 2                                                        |
| Markéta Tesařová                                         | 1                                                        |                                                          | 1                                                        | 2                                                        |
| Monika Topinková                                         | 1                                                        |                                                          | 1                                                        | 2                                                        |
| Markéta Novotná                                          | 1                                                        |                                                          | 1                                                        | 2                                                        |

## Mistrovství ČR na dlouhé trati
| Datum závodu   | 17. 4. 2010  |  | Místo konání    | Mníšek pod Brdy - Skalka • aréna |  | Pořadatel       | USK Praha      |
| Ředitel závodu | Petr Bořánek |  | Hlavní rozhodčí | Aleš Richtr                      |  | Stavitelé tratí | Tomáš Zakouřil |
| Název mapy     | Hvíždinec    |  | Web závodu      |                                  |  | Výsledky závodu |                |

| Zkrácené výsledky             | Zkrácené výsledky       | Zkrácené výsledky         | Zkrácené výsledky       | Zkrácené výsledky       | Zkrácené výsledky | Zkrácené výsledky       | Zkrácené výsledky           | Zkrácené výsledky       | Zkrácené výsledky       |
| Pořadí                        | H21 – muži              | H21 – muži                | H21 – muži              | H21 – muži              | Pořadí            | D21 – ženy              | D21 – ženy                  | D21 – ženy              | D21 – ženy              |
| ----------------------------- | ----------------------- | ------------------------- | ----------------------- | ----------------------- | ----------------- | ----------------------- | --------------------------- | ----------------------- | ----------------------- |
| Zlatá medaile                 | Petr Losman             | OK 99 Hradec Králové      | 2:26:40                 |                         | Zlatá medaile     | Martina Dočkalová       | OK Lokomotiva Pardubice     | 1:46:46                 |                         |
| Stříbrná medaile              | Osvald Kozák            | KOS TJ Tesla Brno         | 2:28:08                 | +1:28                   | Stříbrná medaile  | Šárka Svobodná          | Oddíl OB Kotlářka           | 1:55:20                 | +8:34                   |
| Bronzová medaile              | Daniel Hájek            | SK Žabovřesky Brno        | 2:29:36                 | +2:56                   | Bronzová medaile  | Eva Kabáthová           | SK Žabovřesky Brno          | 1:57:21                 | +10:35                  |
| 4                             | Michal Jedlička         | OK Slavia Hradec Králové  | 2:31:19                 | +4:39                   | 4                 | Lenka Poklopová         | SOB Olomouc                 | 2:01:28                 | +14:42                  |
| 5                             | Vladimír Lučan          | OK Lokomotiva Pardubice   | 2:32:24                 | +5:44                   | 5                 | Simona Karochová        | Oddíl OB Kotlářka           | 2:02:37                 | +15:51                  |
| 6                             | David Hepner            | OK Slavia Hradec Králové  | 2:35:44                 | +9:04                   | 6                 | Katarína Labašová       | Magnus Orienteering         | 2:04:45                 | +17:59                  |
| 7                             | Michal Besta            | Orientační Běh Opava      | 2:37:13                 | +10:33                  | 7                 | Kristýna Kovářová       | Oddíl OB Kotlářka           | 2:06:35                 | +19:49                  |
| 8                             | Tomáš Udržal            | OK Lokomotiva Pardubice   | 2:41:48                 | +15:08                  | 8                 | Petra Škodová           | OK Lokomotiva Pardubice     | 2:06:46                 | +20:00                  |
| 9                             | Bronislav Přibyl        | SKOB Zlín                 | 2:42:12                 | +15:32                  | 9                 | Tereza Petrželová       | OK Slavia Hradec Králové    | 2:07:32                 | +20:46                  |
| 10                            | Martin Stehlík          | SK Žabovřesky Brno        | 2:42:22                 | +15:42                  | 10                | Iva Košárková           | OK Sparta Praha             | 2:09:58                 | +23:12                  |
| Pořadí                        | H20 – junioři           | H20 – junioři             | H20 – junioři           | H20 – junioři           | Pořadí            | D20 – juniorky          | D20 – juniorky              | D20 – juniorky          | D20 – juniorky          |
| Zlatá medaile                 | Miloš Nykodým           | SK Žabovřesky Brno        | 1:46:37                 |                         | Zlatá medaile     | Jana Knapová            | OK Lokomotiva Pardubice     | 1:37:27                 |                         |
| Stříbrná medaile              | Pavel Kubát             | OK 99 Hradec Králové      | 1:53:14                 | +6:37                   | Stříbrná medaile  | Jana Valešová           | OK Chrastava                | 1:37:29                 | +0:02                   |
| Bronzová medaile              | Pavel Procházka         | SK Praga                  | 1:53:18                 | +6:41                   | Bronzová medaile  | Adéla Indráková         | SOB Olomouc                 | 1:39:07                 | +1:40                   |
| Pořadí                        | H18 – starší dorostenci | H18 – starší dorostenci   | H18 – starší dorostenci | H18 – starší dorostenci | Pořadí            | D18 – starší dorostenky | D18 – starší dorostenky     | D18 – starší dorostenky | D18 – starší dorostenky |
| Zlatá medaile                 | Jan Petržela            | OOB TJ Lokomotiva Trutnov | 1:20:10                 |                         | Zlatá medaile     | Markéta Poloprutská     | Slavia Liberec orienteering | 1:20:09                 |                         |
| Stříbrná medaile              | Pavel Brlica            | SK Žabovřesky Brno        | 1:20:15                 | +0:05                   | Stříbrná medaile  | Kateřina Chromá         | SK Žabovřesky Brno          | 1:23:41                 | +3:32                   |
| Bronzová medaile              | Boris Navrátil          | Orientační Běh Opava      | 1:20:15                 | +0:05                   | Bronzová medaile  | Tereza Novotná          | OK 99 Hradec Králové        | 1:24:25                 | +4:16                   |
| << předchozí • následující >> |                         |                           |                         |                         |                   |                         |                             |                         |                         |

Souhrnné informace naleznete v článku Mistrovství České republiky v orientačním běhu na dlouhé trati.

## Mistrovství ČR v nočním OB
| Datum závodu   | 24. 4. 2010 |  | Místo konání    | Orlovská myslivna • aréna |  | Pořadatel       | TJ Jiskra Havlíčkův Brod |
| Ředitel závodu |             |  | Hlavní rozhodčí |                           |  | Stavitelé tratí |                          |
| Název mapy     | Orlovy 2010 |  | Web závodu      |                           |  | Výsledky závodu |                          |

| Zkrácené výsledky             | Zkrácené výsledky       | Zkrácené výsledky           | Zkrácené výsledky       | Zkrácené výsledky       | Zkrácené výsledky | Zkrácené výsledky       | Zkrácené výsledky          | Zkrácené výsledky       | Zkrácené výsledky       |
| Pořadí                        | H21 – muži              | H21 – muži                  | H21 – muži              | H21 – muži              | Pořadí            | D21 – ženy              | D21 – ženy                 | D21 – ženy              | D21 – ženy              |
| ----------------------------- | ----------------------- | --------------------------- | ----------------------- | ----------------------- | ----------------- | ----------------------- | -------------------------- | ----------------------- | ----------------------- |
| Zlatá medaile                 | Osvald Kozák            | KOS TJ Tesla Brno           | 1:03:30                 |                         | Zlatá medaile     | Monika Topinková        | OK 99 Hradec Králové       | 49:17                   |                         |
| Stříbrná medaile              | Daniel Hájek            | SK Žabovřesky Brno          | 1:03:49                 | +0:19                   | Stříbrná medaile  | Věra Mádlová            | SK Žabovřesky Brno         | 49:28                   | +0:11                   |
| Bronzová medaile              | Adam Chromý             | SK Žabovřesky Brno          | 1:04:04                 | +0:34                   | Bronzová medaile  | Ivana Bochenková        | Oddíl OB Kotlářka          | 50:34                   | +1:17                   |
| 4                             | Petr Fodor              | OOB TJ Turnov               | 1:04:42                 | +1:12                   | 4                 | Hana Hlavová            | SK Žabovřesky Brno         | 51:04                   | +1:47                   |
| 5                             | Michal Horáček          | Slavia Liberec orienteering | 1:05:44                 | +2:14                   | 5                 | Iva Rufferová           | OOB TJ Turnov              | 51:44                   | +2:27                   |
| 6                             | Vladimír Lučan          | OK Lokomotiva Pardubice     | 1:06:07                 | +2:37                   | 6                 | Lenka Poklopová         | SOB Olomouc                | 51:54                   | +2:37                   |
| 7                             | Pavel Hradec            | OK Chrastava                | 1:07:19                 | +3:49                   | 7                 | Lucie Krafková          | OOB TJ Turnov              | 52:04                   | +2:47                   |
| 8                             | Roman Zbranek           | Magnus Orienteering         | 1:08:47                 | +5:17                   | 8                 | Eva Kabáthová           | SK Žabovřesky Brno         | 52:27                   | +3:10                   |
| 9                             | Tomáš Udržal            | OK Lokomotiva Pardubice     | 1:09:31                 | +6:01                   | 9                 | Kristýna Kovářová       | Oddíl OB Kotlářka          | 53:39                   | +4:22                   |
| 10                            | Jiří Jansa              | OOB SK Chrast               | 1:10:02                 | +6:32                   | 10                | Lenka Zatloukalová      | Oddíl OS SK Prostějov      | 55:50                   | +6:33                   |
| Pořadí                        | H20 – junioři           | H20 – junioři               | H20 – junioři           | H20 – junioři           | Pořadí            | D20 – juniorky          | D20 – juniorky             | D20 – juniorky          | D20 – juniorky          |
| Zlatá medaile                 | Miloš Nykodým           | SK Žabovřesky Brno          | 52:17                   |                         | Zlatá medaile     | Adéla Indráková         | SOB Olomouc                | 42:22                   |                         |
| Stříbrná medaile              | Vít Bravený             | SK Žabovřesky Brno          | 54:45                   | +2:28                   | Stříbrná medaile  | Denisa Kosová           | SOOB Spartak Rychnov n.Kn. | 44:25                   | +2:03                   |
| Bronzová medaile              | Ondřej Kantor           | TJ TŽ Třinec                | 55:01                   | +2:44                   | Bronzová medaile  | Madla Svobodná          | Oddíl OB Kotlářka          | 48:47                   | +6:25                   |
| Pořadí                        | H18 – starší dorostenci | H18 – starší dorostenci     | H18 – starší dorostenci | H18 – starší dorostenci | Pořadí            | D18 – starší dorostenky | D18 – starší dorostenky    | D18 – starší dorostenky | D18 – starší dorostenky |
| Zlatá medaile                 | Jan Petržela            | OOB TJ Lokomotiva Trutnov   | 45:07                   |                         | Zlatá medaile     | Barbora Hrušková        | SK Žabovřesky Brno         | 43:04                   |                         |
| Stříbrná medaile              | Filip Hadač             | Orientační Běh Opava        | 45:13                   | +0:06                   | Stříbrná medaile  | Vendula Horčičková      | SOB Olomouc                | 43:07                   | +0:03                   |
| Bronzová medaile              | Pavel Brlica            | SK Žabovřesky Brno          | 47:24                   | +2:17                   | Bronzová medaile  | Johanka Šimková         | SOB Olomouc                | 45:25                   | +2:21                   |
| Pořadí                        | H16 – mladší dorostenci | H16 – mladší dorostenci     | H16 – mladší dorostenci | H16 – mladší dorostenci | Pořadí            | D16 – mladší dorostenky | D16 – mladší dorostenky    | D16 – mladší dorostenky | D16 – mladší dorostenky |
| Zlatá medaile                 | Jan Grundmann           | OOB TJ Lokomotiva Trutnov   | 37:25                   |                         | Zlatá medaile     | Markéta Tesařová        | SK Žabovřesky Brno         | 39:52                   |                         |
| Stříbrná medaile              | Jonáš Hubáček           | OOB TJ Slovan Luhačovice    | 38:51                   | +1:26                   | Stříbrná medaile  | Kateřina Chromá         | SK Žabovřesky Brno         | 41:54                   | +2:02                   |
| Bronzová medaile              | Jakub Korčák            | SKOB Zlín                   | 40:00                   | +2:35                   | Bronzová medaile  | Karolína Bořánková      | OK Kamenice                | 44:37                   | +4:45                   |
| << předchozí • následující >> |                         |                             |                         |                         |                   |                         |                            |                         |                         |

Souhrnné informace naleznete v článku Mistrovství České republiky v nočním orientačním běhu.

## Mistrovství ČR ve sprintu
Česká televize ze závodu přenášela přímý přenos na ČT sport, k dispozici je 150 minutový záznam na iVysílání.
| Datum závodu   | 14. 5. 2010    |  | Místo konání    | Zlín - centrum • aréna            |  | Pořadatel       | SKOB Zlín    |
| Ředitel závodu | Michal Schäfer |  | Hlavní rozhodčí | Anna Stackeová                    |  | Stavitelé tratí | Libor Slezák |
| Název mapy     | Baťův Zlín     |  | Web závodu      | http://za2010.skob-zlin.cz/%5B%5D |  | Výsledky závodu |              |

| Zkrácené výsledky             | Zkrácené výsledky       | Zkrácené výsledky         | Zkrácené výsledky       | Zkrácené výsledky       | Zkrácené výsledky | Zkrácené výsledky       | Zkrácené výsledky           | Zkrácené výsledky       | Zkrácené výsledky       |
| Pořadí                        | H21 – muži              | H21 – muži                | H21 – muži              | H21 – muži              | Pořadí            | D21 – ženy              | D21 – ženy                  | D21 – ženy              | D21 – ženy              |
| ----------------------------- | ----------------------- | ------------------------- | ----------------------- | ----------------------- | ----------------- | ----------------------- | --------------------------- | ----------------------- | ----------------------- |
| Zlatá medaile                 | Jan Mrázek              | OK Sparta Praha           | 15:43                   |                         | Zlatá medaile     | Kamila Gregorová        | SK OB Chotěboř              | 15:15                   |                         |
| Stříbrná medaile              | Tomáš Dlabaja           | SK Žabovřesky Brno        | 15:54                   | +0:11                   | Stříbrná medaile  | Dana Brožková           | Sportcentrum Jičín          | 15:26                   | +0:11                   |
| Bronzová medaile              | Lukáš Barták            | Slovensko                 | 16:14                   | +0:31                   | Bronzová medaile  | Monika Topinková        | OK 99 Hradec Králové        | 15:49                   | +0:34                   |
| 4                             | Jan Procházka           | SK Praga                  | 16:15                   | +0:32                   | 4                 | Martina Dočkalová       | OK Lokomotiva Pardubice     | 16:14                   | +0:59                   |
| 5                             | Jan Šedivý              | SK Praga                  | 16:20                   | +0:37                   | 5                 | Katarína Labašová       | Magnus Orienteering         | 16:19                   | +1:04                   |
| 6                             | Vojtěch Král            | SK Severka Šumperk        | 16:27                   | +0:44                   | 6                 | Marta Lučanová          | OK Lokomotiva Pardubice     | 16:21                   | +1:06                   |
| 7                             | Eduard Šmehlík          | OK Slavia Hradec Králové  | 16:48                   | +1:05                   | 7                 | Ivana Bochenková        | Oddíl OB Kotlářka           | 16:29                   | +1:14                   |
| 8                             | Petr Losman             | OK 99 Hradec Králové      | 16:50                   | +1:07                   | 8                 | Věra Mádlová            | SK Žabovřesky Brno          | 16:30                   | +1:15                   |
| 9                             | Tomáš Udržal            | OK Lokomotiva Pardubice   | 16:51                   | +1:08                   | 9                 | Martina Spurná          | SK Praga                    | 16:37                   | +1:22                   |
| 10                            | Štěpán Dlabaja          | SKOB Zlín                 | 16:58                   | +1:15                   | 10                | Lenka Poklopová         | SOB Olomouc                 | 16:41                   | +1:26                   |
| Pořadí                        | H20 – junioři           | H20 – junioři             | H20 – junioři           | H20 – junioři           | Pořadí            | D20 – juniorky          | D20 – juniorky              | D20 – juniorky          | D20 – juniorky          |
| Zlatá medaile                 | Miloš Nykodým           | SK Žabovřesky Brno        | 15:14                   |                         | Zlatá medaile     | Denisa Kosová           | SOOB Spartak Rychnov n.Kn.  | 15:37                   |                         |
| Stříbrná medaile              | Jan Kolárik             | SK Praga                  | 16:04                   | +0:50                   | Stříbrná medaile  | Věra Müllerová          | OOB Vamberk                 | 15:56                   | +0:19                   |
| Bronzová medaile              | Štěpán Zimmermann       | SK Žabovřesky Brno        | 16:14                   | +1:00                   | Bronzová medaile  | Adéla Indráková         | SOB Olomouc                 | 16:09                   | +0:32                   |
| Pořadí                        | H18 – starší dorostenci | H18 – starší dorostenci   | H18 – starší dorostenci | H18 – starší dorostenci | Pořadí            | D18 – starší dorostenky | D18 – starší dorostenky     | D18 – starší dorostenky | D18 – starší dorostenky |
| Zlatá medaile                 | Jan Petržela            | OOB TJ Lokomotiva Trutnov | 14:18                   |                         | Zlatá medaile     | Markéta Poloprutská     | Slavia Liberec orienteering | 15:02                   |                         |
| Stříbrná medaile              | Marek Schuster          | Orientační Běh Opava      | 14:40                   | +0:22                   | Stříbrná medaile  | Johanka Šimková         | SOB Olomouc                 | 15:39                   | +0:37                   |
| Bronzová medaile              | Michal Argaláš          | TJ TŽ Třinec              | 15:02                   | +0:44                   | Bronzová medaile  | Tereza Novotná          | OK 99 Hradec Králové        | 15:46                   | +0:44                   |
| Pořadí                        | H16 – mladší dorostenci | H16 – mladší dorostenci   | H16 – mladší dorostenci | H16 – mladší dorostenci | Pořadí            | D16 – mladší dorostenky | D16 – mladší dorostenky     | D16 – mladší dorostenky | D16 – mladší dorostenky |
| Zlatá medaile                 | Marek Minář             | Magnus Orienteering       | 15:04                   |                         | Zlatá medaile     | Kateřina Chromá         | SK Žabovřesky Brno          | 14:21                   |                         |
| Stříbrná medaile              | Jan Pavlovec            | OK Jiskra Nový Bor        | 15:54                   | +0:50                   | Stříbrná medaile  | Lenka Svobodová         | OOB TJ Lokomotiva Trutnov   | 14:43                   | +0:22                   |
| Bronzová medaile              | Jan Grundmann           | OOB TJ Lokomotiva Trutnov | 16:03                   | +0:59                   | Bronzová medaile  | Markéta Novotná         | OK 99 Hradec Králové        | 15:06                   | +0:45                   |
| << předchozí • následující >> |                         |                           |                         |                         |                   |                         |                             |                         |                         |

Souhrnné informace naleznete v článku Mistrovství České republiky v orientačním běhu ve sprintu.

## Mistrovství ČR na krátké trati
| Datum závodu   | 12.–13. 6. 2010 |  | Místo konání    | Lučany nad Nisou • aréna |  | Pořadatel       | OOB TJ Tatran Jablonec n. N. |
| Ředitel závodu |                 |  | Hlavní rozhodčí |                          |  | Stavitelé tratí |                              |
| Název mapy     | Bramberk        |  | Web závodu      |                          |  | Výsledky závodu |                              |

| Zkrácené výsledky             | Zkrácené výsledky       | Zkrácené výsledky          | Zkrácené výsledky       | Zkrácené výsledky       | Zkrácené výsledky | Zkrácené výsledky       | Zkrácené výsledky           | Zkrácené výsledky       | Zkrácené výsledky       |
| Pořadí                        | H21 – muži              | H21 – muži                 | H21 – muži              | H21 – muži              | Pořadí            | D21 – ženy              | D21 – ženy                  | D21 – ženy              | D21 – ženy              |
| ----------------------------- | ----------------------- | -------------------------- | ----------------------- | ----------------------- | ----------------- | ----------------------- | --------------------------- | ----------------------- | ----------------------- |
| Zlatá medaile                 | Adam Chromý             | SK Žabovřesky Brno         | 37:52                   |                         | Zlatá medaile     | Radka Brožková          | Sportcentrum Jičín          | 33:28                   |                         |
| Stříbrná medaile              | Michal Smola            | SKOB Zlín                  | 38:32                   | +0:40                   | Stříbrná medaile  | Iveta Duchová           | OK Lokomotiva Pardubice     | 34:29                   | +1:01                   |
| Bronzová medaile              | Jan Procházka           | SK Praga                   | 39:06                   | +1:14                   | Bronzová medaile  | Martina Dočkalová       | OK Lokomotiva Pardubice     | 34:44                   | +1:16                   |
| 4                             | Osvald Kozák            | KOS TJ Tesla Brno          | 39:51                   | +1:59                   | 4                 | Dana Brožková           | Sportcentrum Jičín          | 35:03                   | +1:35                   |
| 5                             | Jan Šedivý              | SK Praga                   | 40:01                   | +2:09                   | 5                 | Martina Spurná          | SK Praga                    | 35:37                   | +2:09                   |
| 6                             | David Hepner            | OK Slavia Hradec Králové   | 40:17                   | +2:25                   | 6                 | Šárka Svobodná          | Oddíl OB Kotlářka           | 35:38                   | +2:10                   |
| 7                             | Štěpán Kodeda           | Sportcentrum Jičín         | 40:26                   | +2:34                   | 7                 | Monika Topinková        | OK 99 Hradec Králové        | 36:00                   | +2:32                   |
| 8                             | Adam Dusílek            | SOOB Spartak Rychnov n.Kn. | 41:12                   | +3:20                   | 8                 | Bohdana Heczková        | Slavia Liberec orienteering | 36:14                   | +2:46                   |
| 9                             | Jan Hovorka             | OK Lokomotiva Pardubice    | 41:15                   | +3:23                   | 9                 | Kristýna Kovářová       | Oddíl OB Kotlářka           | 36:52                   | +3:24                   |
| 10                            | Michal Besta            | Orientační Běh Opava       | 41:24                   | +3:32                   | 10                | Hana Hlavová            | SK Žabovřesky Brno          | 36:53                   | +3:25                   |
| Pořadí                        | H20 – junioři           | H20 – junioři              | H20 – junioři           | H20 – junioři           | Pořadí            | D20 – juniorky          | D20 – juniorky              | D20 – juniorky          | D20 – juniorky          |
| Zlatá medaile                 | Pavel Kubát             | OK 99 Hradec Králové       | 32:59                   |                         | Zlatá medaile     | Denisa Kosová           | SOOB Spartak Rychnov n.Kn.  | 30:44                   |                         |
| Stříbrná medaile              | Miloš Nykodým           | SK Žabovřesky Brno         | 33:46                   | +0:47                   | Stříbrná medaile  | Jana Knapová            | OK Lokomotiva Pardubice     | 32:35                   | +1:51                   |
| Bronzová medaile              | Jan Kolárik             | SK Praga                   | 35:09                   | +2:10                   | Bronzová medaile  | Jana Valešová           | OK Chrastava                | 33:19                   | +2:35                   |
| Pořadí                        | H18 – starší dorostenci | H18 – starší dorostenci    | H18 – starší dorostenci | H18 – starší dorostenci | Pořadí            | D18 – starší dorostenky | D18 – starší dorostenky     | D18 – starší dorostenky | D18 – starší dorostenky |
| Zlatá medaile                 | Jan Petržela            | OOB TJ Lokomotiva Trutnov  | 27:49                   |                         | Zlatá medaile     | Karolína Teplá          | OK Slavia Hradec Králové    | 27:29                   |                         |
| Stříbrná medaile              | Marek Schuster          | Orientační Běh Opava       | 28:53                   | +1:04                   | Stříbrná medaile  | Markéta Poloprutská     | Slavia Liberec orienteering | 28:06                   | +0:37                   |
| Bronzová medaile              | Boris Navrátil          | Orientační Běh Opava       | 29:25                   | +1:36                   | Bronzová medaile  | Renáta Kolářová         | Magnus Orienteering         | 30:02                   | +2:33                   |
| Pořadí                        | H16 – mladší dorostenci | H16 – mladší dorostenci    | H16 – mladší dorostenci | H16 – mladší dorostenci | Pořadí            | D16 – mladší dorostenky | D16 – mladší dorostenky     | D16 – mladší dorostenky | D16 – mladší dorostenky |
| Zlatá medaile                 | Patrik Horák            | SOK TJ Turnov              | 26:30                   |                         | Zlatá medaile     | Lenka Svobodová         | OOB TJ Lokomotiva Trutnov   | 26:43                   |                         |
| Stříbrná medaile              | Michal Rychlý           | OOB TJ Turnov              | 27:07                   | +0:37                   | Stříbrná medaile  | Anežka Smutná           | SOK TJ Turnov               | 28:58                   | +2:15                   |
| Bronzová medaile              | Jakub Korčák            | SKOB Zlín                  | 28:19                   | +1:49                   | Bronzová medaile  | Jana Benešová           | SJH Jindřichův Hradec       | 29:06                   | +2:23                   |
| << předchozí • následující >> |                         |                            |                         |                         |                   |                         |                             |                         |                         |

Souhrnné informace naleznete v článku Mistrovství České republiky v orientačním běhu na krátké trati.

## Mistrovství ČR na klasické trati
Česká televize připravila ze závodů 30 minutovou reportáž.
| Datum závodu   | 18.–19. 9. 2010        |  | Místo konání    | Kostelec u Jihlavy • aréna                                                |  | Pořadatel       | OK Jihlava        |
| Ředitel závodu | Eva Dokulilová         |  | Hlavní rozhodčí | Milan Venhoda                                                             |  | Stavitelé tratí | Martin Kratochvíl |
| Název mapy     | Malý Špičák 688 m.n.n. |  | Web závodu      | http://mcr2010.okjihlava.com/ Archivováno 11. 1. 2018 na Wayback Machine. |  | Výsledky závodu |                   |

| Zkrácené výsledky             | Zkrácené výsledky       | Zkrácené výsledky         | Zkrácené výsledky       | Zkrácené výsledky       | Zkrácené výsledky | Zkrácené výsledky       | Zkrácené výsledky           | Zkrácené výsledky       | Zkrácené výsledky       |
| Pořadí                        | H21 – muži              | H21 – muži                | H21 – muži              | H21 – muži              | Pořadí            | D21 – ženy              | D21 – ženy                  | D21 – ženy              | D21 – ženy              |
| ----------------------------- | ----------------------- | ------------------------- | ----------------------- | ----------------------- | ----------------- | ----------------------- | --------------------------- | ----------------------- | ----------------------- |
| Zlatá medaile                 | Jan Šedivý              | SK Praga                  | 1:38:12                 |                         | Zlatá medaile     | Martina Dočkalová       | OK Lokomotiva Pardubice     | 1:15:12                 |                         |
| Stříbrná medaile              | Tomáš Dlabaja           | SK Žabovřesky Brno        | 1:40:37                 | +2:25                   | Stříbrná medaile  | Dana Brožková           | Sportcentrum Jičín          | 1:17:53                 | +2:41                   |
| Bronzová medaile              | Osvald Kozák            | KOS TJ Tesla Brno         | 1:42:15                 | +4:03                   | Bronzová medaile  | Martina Spurná          | SK Praga                    | 1:19:22                 | +4:10                   |
| 4                             | Vladimír Lučan          | OK Lokomotiva Pardubice   | 1:42:26                 | +4:14                   | 4                 | Ivana Bochenková        | Oddíl OB Kotlářka           | 1:20:12                 | +5:00                   |
| 5                             | Michal Smola            | SKOB Zlín                 | 1:43:05                 | +4:53                   | 5                 | Iva Rufferová           | OOB TJ Turnov               | 1:23:39                 | +8:27                   |
| 6                             | Petr Losman             | OK 99 Hradec Králové      | 1:44:20                 | +6:08                   | 6                 | Iveta Duchová           | OK Lokomotiva Pardubice     | 1:24:46                 | +9:34                   |
| 7                             | Adam Chromý             | SK Žabovřesky Brno        | 1:44:51                 | +6:39                   | 7                 | Radka Brožková          | Sportcentrum Jičín          | 1:25:41                 | +10:29                  |
| 8                             | Jan Procházka           | SK Praga                  | 1:45:02                 | +6:50                   | 8                 | Hana Hlavová            | SK Žabovřesky Brno          | 1:25:55                 | +10:43                  |
| 9                             | Marián Dávidík          | Slovensko                 | 1:46:47                 | +8:35                   | 9                 | Kamila Gregorová        | SK OB Chotěboř              | 1:26:55                 | +11:43                  |
| 10                            | Michal Jedlička         | OK Slavia Hradec Králové  | 1:47:54                 | +9:42                   | 10                | Monika Doležalová       | OK Kamenice                 | 1:27:27                 | +12:15                  |
| Pořadí                        | H20 – junioři           | H20 – junioři             | H20 – junioři           | H20 – junioři           | Pořadí            | D20 – juniorky          | D20 – juniorky              | D20 – juniorky          | D20 – juniorky          |
| Zlatá medaile                 | Pavel Kubát             | OK 99 Hradec Králové      | 1:08:37                 |                         | Zlatá medaile     | Denisa Kosová           | SOOB Spartak Rychnov n.Kn.  | 1:02:40                 |                         |
| Stříbrná medaile              | Miloš Nykodým           | SK Žabovřesky Brno        | 1:13:28                 | +4:51                   | Stříbrná medaile  | Jana Knapová            | OK Lokomotiva Pardubice     | 1:03:04                 | +0:24                   |
| Bronzová medaile              | Matěj Kamenický         | OK Lokomotiva Pardubice   | 1:18:48                 | +10:11                  | Bronzová medaile  | Věra Müllerová          | OOB Vamberk                 | 1:04:50                 | +2:10                   |
| Pořadí                        | H18 – starší dorostenci | H18 – starší dorostenci   | H18 – starší dorostenci | H18 – starší dorostenci | Pořadí            | D18 – starší dorostenky | D18 – starší dorostenky     | D18 – starší dorostenky | D18 – starší dorostenky |
| Zlatá medaile                 | Jan Petržela            | OOB TJ Lokomotiva Trutnov | 56:02                   |                         | Zlatá medaile     | Tereza Novotná          | OK 99 Hradec Králové        | 52:13                   |                         |
| Stříbrná medaile              | Michal Hubáček          | OOB TJ Slovan Luhačovice  | 59:35                   | +3:33                   | Stříbrná medaile  | Markéta Poloprutská     | Slavia Liberec orienteering | 53:16                   | +1:03                   |
| Bronzová medaile              | Robert Barcík           | Magnus Orienteering       | 1:00:21                 | +4:19                   | Bronzová medaile  | Vendula Horčičková      | SOB Olomouc                 | 54:29                   | +2:16                   |
| Pořadí                        | H16 – mladší dorostenci | H16 – mladší dorostenci   | H16 – mladší dorostenci | H16 – mladší dorostenci | Pořadí            | D16 – mladší dorostenky | D16 – mladší dorostenky     | D16 – mladší dorostenky | D16 – mladší dorostenky |
| Zlatá medaile                 | Jan Grundmann           | OOB TJ Lokomotiva Trutnov | 51:29                   |                         | Zlatá medaile     | Markéta Novotná         | OK 99 Hradec Králové        | 43:16                   |                         |
| Stříbrná medaile              | Marek Minář             | Magnus Orienteering       | 52:56                   | +1:27                   | Stříbrná medaile  | Kateřina Chromá         | SK Žabovřesky Brno          | 45:21                   | +2:05                   |
| Bronzová medaile              | Jonáš Hubáček           | OOB TJ Slovan Luhačovice  | 53:25                   | +1:56                   | Bronzová medaile  | Markéta Tesařová        | SK Žabovřesky Brno          | 46:23                   | +3:07                   |
| << předchozí • následující >> |                         |                           |                         |                         |                   |                         |                             |                         |                         |

Souhrnné informace naleznete v článku Mistrovství České republiky v orientačním běhu na klasické trati.

## Mistrovství ČR štafet
| Datum závodu   | 25. 9. 2010       |  | Místo konání    | Buk u Příbrami • aréna |  | Pořadatel       | SK Praga     |
| Ředitel závodu | Petr Baldrian     |  | Hlavní rozhodčí | Vladimír Attl          |  | Stavitelé tratí | Ondřej Sysel |
| Název mapy     | Liščí bouda - jih |  | Web závodu      |                        |  | Výsledky závodu |              |

| Zkrácené výsledky             | Zkrácené výsledky                                                    | Zkrácené výsledky | Zkrácené výsledky | Zkrácené výsledky | Zkrácené výsledky                                                      | Zkrácené výsledky | Zkrácené výsledky | Zkrácené výsledky | Zkrácené výsledky |
| Pořadí                        | H21 – muži                                                           | H21 – muži        | H21 – muži        | Pořadí            | D21 – ženy                                                             | D21 – ženy        | D21 – ženy        |                   |                   |
| ----------------------------- | -------------------------------------------------------------------- | ----------------- | ----------------- | ----------------- | ---------------------------------------------------------------------- | ----------------- | ----------------- | ----------------- | ----------------- |
| Zlatá medaile                 | SK Praga Luboš Matějů Jan Šedivý Jan Procházka                       | 2:09:38           |                   | Zlatá medaile     | OK Lokomotiva Pardubice Jana Knapová Iveta Duchová Martina Zvěřinová   | 1:56:20           |                   |                   |                   |
| Stříbrná medaile              | OK 99 Hradec Králové Jan Panchártek Petr Losman Pavel Kubát          | 2:10:30           | +0:52             | Stříbrná medaile  | Sportcentrum Jičín Martina Uvizlová Radka Brožková Dana Brožková       | 1:58:43           | +2:23             |                   |                   |
| Bronzová medaile              | SK Žabovřesky Brno Miloš Nykodým Adam Chromý Tomáš Dlabaja           | 2:10:40           | +1:02             | Bronzová medaile  | OOB TJ Turnov Lucie Krafková Iva Rufferová Michaela Gomzyk Omová       | 1:58:48           | +2:28             |                   |                   |
| 4                             | OK Slavia Hradec Králové David Hepner Eduard Šmehlík Michal Jedlička | 2:13:15           | +3:37             | 4                 | OK Lokomotiva Pardubice Marta Lučanová Petra Škodová Jana Juračková    | 2:02:20           | +6:00             |                   |                   |
| 5                             | OOB TJ Turnov Martin Baier Jakub Oma Petr Fodor                      | 2:13:18           | +3:40             | 5                 | SK Praga Vladěna Hrstková Martina Tichovská Martina Spurná             | 2:02:36           | +6:16             |                   |                   |
| Pořadí                        | H18 – dorostenci                                                     | H18 – dorostenci  | H18 – dorostenci  | Pořadí            | D18 – dorostenky                                                       | D18 – dorostenky  | D18 – dorostenky  |                   |                   |
| Zlatá medaile                 | OOB TJ Lokomotiva Trutnov Jan Klusáček Jan Grundmann Jan Petržela    | 1:51:21           |                   | Zlatá medaile     | OOB TJ Turnov Nikola Kochová Petra Pavlovcová Markéta Poloprutská      | 1:42:12           |                   |                   |                   |
| Stříbrná medaile              | Orientační Běh Opava Boris Navrátil Filip Hadač Marek Schuster       | 1:52:33           | +1:12             | Stříbrná medaile  | SOB Olomouc Johanka Šimková Hana Reslová Vendula Horčičková            | 1:45:38           | +3:26             |                   |                   |
| Bronzová medaile              | Magnus Orienteering Vojtěch Ludvík Robert Barcík Marek Minář         | 1:54:21           | +3:00             | Bronzová medaile  | OK Slavia Hradec Králové Lenka Svobodová Eliška Fundová Karolína Teplá | 1:45:47           | +3:35             |                   |                   |
| << předchozí • následující >> |                                                                      |                   |                   |                   |                                                                        |                   |                   |                   |                   |

Souhrnné informace naleznete v článku Mistrovství České republiky v orientačním běhu štafet.

## Mistrovství ČR klubů a oblastních výběrů
| Datum závodu   | 26. 9. 2010         |  | Místo konání    | Buk u Příbrami • aréna                      |  | Pořadatel       | SK Praga      |
| Ředitel závodu | Petr Baldrian       |  | Hlavní rozhodčí | Ondřej Sysel                                |  | Stavitelé tratí | Vladimír Attl |
| Název mapy     | Liščí bouda - sever |  | Web závodu      | http://www.skpraga.cz/soubory/mcr2010%5B%5D |  | Výsledky závodu |               |

| Zkrácené výsledky             | Zkrácené výsledky | Zkrácené výsledky | Zkrácené výsledky | Zkrácené výsledky | Zkrácené výsledky | Zkrácené výsledky | Zkrácené výsledky | Zkrácené výsledky | Zkrácené výsledky |
| Pořadí                        | DH21 - dospělí | DH21 - dospělí    | DH21 - dospělí    | Pořadí            | DH18 - dorost | DH18 - dorost     | DH18 - dorost     |                   |                   |
| ----------------------------- | --- | ----------------- | ----------------- | ----------------- | --- | ----------------- | ----------------- | ----------------- | ----------------- |
| Zlatá medaile                 | SK Praga Luboš Matějů Vladěna Hrstková Jan Flašar Martina Tichovská Jan Šedivý Martina Spurná Jan Procházka                    | 4:51:43           |                   | Zlatá medaile     | OOB TJ Slovan Luhačovice Johan Vavrys Katarína Papugová Jonáš Hubáček Šárka Kukolová Jiří Valenta Radka Sklenářová Michal Hubáček     | 4:40:21           |                   |                   |                   |
| Stříbrná medaile              | OK 99 Hradec Králové Jan Panchártek Vendula Doležalová Petr Zvěřina Jana Panchártková Petr Losman Monika Topinková Pavel Kubát | 4:51:46           | +0:03             | Stříbrná medaile  | OOB TJ Turnov Michal Rychlý Nikola Kochová Jan Švábek Petra Pavlovcová Patrik Horák Markéta Poloprutská Vít Zakouřil                  | 5:00:19           | +19:58            |                   |                   |
| Bronzová medaile              | Sportcentrum Jičín Ondřej Kazda Radka Brožková Martin Henych Martina Uvizlová Jan Beneš Dana Brožková Štěpán Kodeda            | 4:54:01           | +2:18             | Bronzová medaile  | Orientační Běh Opava Boris Navrátil Dorothea Sklenářová Vojtěch Rossmanith Radka Svobodová Filip Hadač Alena Šarmanová Marek Schuster | 5:00:59           | +20:38            |                   |                   |
| 4                             | SK Žabovřesky Brno Miloš Nykodým Hana Hlavová Daniel Hájek Věra Mádlová Tomáš Dlabaja Eva Kabáthová Adam Chromý                | 4:55:47           | +4:04             | 4                 | SK Žabovřesky Brno Pavel Záděra Markéta Tesařová Otakar Jašek Kateřina Chromá Pavel Brlica Barbora Hrušková Jakub Hruška              | 5:03:18           | +22:57            |                   |                   |
| 5                             | OK Lokomotiva Pardubice Matěj Kamenický Iveta Duchová Jan Hovorka Jana Knapová Vladimír Lučan Martina Zvěřinová Zbyněk Štěrba  | 4:55:54           | +4:11             | 5                 | OK 99 Hradec Králové Matěj Maňák Tereza Novotná Ondřej Kamenický Kateřina Kamenická Adam Růžička Markéta Novotná Jan Mikulecký        | 5:04:48           | +24:27            |                   |                   |
| << předchozí • následující >> | |                   |                   |                   | |                   |                   |                   |                   |

Souhrnné informace naleznete v článku Mistrovství České republiky v orientačním běhu klubů a oblastních výběrů.